# Helen Lindroth
Helen Lindroth (3 dicembre 1874 – Boston, 5 ottobre 1956) è stata un'attrice svedese naturalizzata statunitense che lavorò sia per il cinema che per il teatro.

## Filmografia
- Battle of Pottsburg Bridge, regia di Kenean Buel - cortometraggio (1912)
- A Spartan Mother, regia di Kenean Buel - cortometraggio (1912)
- The Tide of Battle, regia di Kenean Buel - cortometraggio (1912)
- War's Havoc, regia di Kenean Buel - cortometraggio (1912)
- 'Fighting' Dan McCool, regia di Kenean Buel - cortometraggio (1912)
- Under a Flag of Truce, regia di Kenean Buel - cortometraggio (1912)
- The Drummer Girl of Vicksburg, regia di Kenean Buel - cortometraggio (1912)
- The Bugler of Battery B, regia di Kenean Buel - cortometraggio (1912)
- The Siege of Petersburg, regia di Kenean Buel - cortometraggio (1912)
- The Soldier Brothers of Susanna, regia di George Melford - cortometraggio (1912)
- Saved from Court Martial, regia di Kenean Buel - cortometraggio (1912)
- The Darling of the CSA, regia di Kenean Buel - cortometraggio (1912)
- The Poacher's Pardon, regia di Sidney Olcott - cortometraggio (1912)
- From the Manger to the Cross; or, Jesus of Nazareth, regia di Sidney Olcott (1912)
- The Kerry Gow, regia di Sidney Olcott - cortometraggio (1912)
- The Shaughraun, regia di Sidney Olcott - cortometraggio (1912)
- The Wives of Jamestown, regia di Sidney Olcott - cortometraggio (1913)
- A Sawmill Hazard, regia di J.P. McGowan - cortometraggio (1913)
- Lady Peggy's Escape, regia di Sidney Olcott (1913)
- The Battle of Bloody Ford
- The Eighth Notch
- A Victim of Heredity
- The Hidden Witness, regia di Robert G. Vignola - cortometraggio (1913)
- The Lost Diamond, regia di Robert G. Vignola - cortometraggio
- In Wolf's Clothing, regia di Robert G. Vignola - cortometraggio (1914)
- Don Cesare di Bazan (Don Caesar de Bazan), regia di Robert G. Vignola (1915)
- The Maker of Dreams, regia di Robert G. Vignola - cortometraggio (1915)
- The Vanderhoff Affair, regia di Robert G. Vignola (1915)
- The Pretenders, regia di Robert G. Vignola (1915)
- Voices in the Dark
- The Ventures of Marguerite, regia di Robert Ellis, John Mackin, Hamilton Smith - serial cinematografico (1915)
- The Kidnapped Heiress - cortometraggio (1915)
- The Luring Lights, regia di Robert G. Vignola (1915)
- The Black Crook, regia di Robert G. Vignola (1916)
- The Spider, regia di Robert G. Vignola (1916)
- Audrey, regia di Robert G. Vignola (1916)
- The Innocent Lie, regia di Sidney Olcott (1916)
- The Daughter of MacGregor, regia di Sidney Olcott (1916)
- Seventeen, regia di Robert G. Vignola (1916)
- Little Miss Nobody, regia di Harry F. Millarde (1917)
- The Hungry Heart, regia di Robert G. Vignola (1917)
- Woman and Wife, regia di Edward José (1918)
- Il cigno (The Swan), regia di Dmitrij Buchoveckij (1925)
- The Song and Dance Man, regia di Herbert Brenon (1926)